# Jibun
『jibun』（じぶん）は、tacicaの2枚目のミニアルバム。2012年6月27日にSME Recordsから発売された。

## 解説
2007年6月27日 1st mini album『Human Orchestra』発表から満5年を迎える6/27に new mini albumをリリース。通常盤のほかに、初回生産限定盤はVideo Clip10作品を収録した初の映像商品DVD付、初のアナログ盤も同時リリース。
タイトルの"jibun"には己の自分と時分などという意味も込められており、受け取る側のイメージを求める意味でもローマ字表記にしている。

## 収録曲
全作詞・作曲：猪狩翔一
1. CAFFEINE 珈琲涅 [2:34]
2. RAINMAN 雨人 [3:46]
3. HUMMINGBIRD 蜂鳥 [3:58]
4. ANIMAL 動物 [5:18]
5. SUN 太陽 [4:22]

### 初回生産限定盤DVD
| #   | タイトル               | 作詞 | 作曲・編曲 |
| --- | ---------------------- | ---- | ---------- |
| 1.  | 「黄色いカラス」       |      |            |
| 2.  | 「人間1/2」            |      |            |
| 3.  | 「HERO」               |      |            |
| 4.  | 「人鳥哀歌」           |      |            |
| 5.  | 「メトロ」             |      |            |
| 6.  | 「アトリエ」           |      |            |
| 7.  | 「神様の椅子」         |      |            |
| 8.  | 「命の更新」           |      |            |
| 9.  | 「ドラマチック生命体」 |      |            |
| 10. | 「不死身のうた」       |      |            |